# Siphona lindneri
Siphona lindneri is een vliegensoort uit de familie van de sluipvliegen (Tachinidae). De wetenschappelijke naam van de soort is voor het eerst geldig gepubliceerd in 1959 door Louis Mesnil. Het holotype, lengte 4,5 mm,  werd door Erwin Lindner in mei 1952 verzameld in Msingi (Tanzania).